# Brewster XA-32
Brewster XA-32 – amerykański, prototypowy bombowiec nurkujący przeznaczony dla United States Army Air Forces. Był to ostatni samolot zaprojektowany i wybudowany w wytwórni Brewster Aeronautical Corporation przed jej zamknięciem. Maszyna nie spełniła wymogów sił powietrznych i po wybudowaniu dwóch egzemplarzy cały program anulowano.

## Historia
Sukcesy jakie na początku II wojny światowej odnosił niemiecki bombowiec nurkujący Junkers Ju 87 zachęciły amerykański siły powietrzne do rozpoczęcia prac nad własną konstrukcją tego typu. 6 września 1941 roku dowództwo United States Army Air Forces opublikowało wymagania taktyczno-techniczne jakie powinna spełniać tego typu konstrukcja. Jedną z firm, która rozpoczęła prace projektowe nad samolotem była wytwórnia Brewster Aeronautical Corporation. Był to już okres kiedy problemy finansowe, bałagan i złe zarządzanie firmą znacząco wpływały na organizacje pracy w wytwórni. Pomimo tego udało się zaprojektować nowy samolot, który po wstępnej ocenie projektu przez siły powietrzne został skierowany do realizacji. Podjęto decyzję o budowie dwóch prototypowych egzemplarzy, którym przydzielono numery seryjne 42-13568 i 42-13569. Miał być to całkowicie metalowy średniopłat, do napędu którego wybrano silnik gwiazdowy Pratt & Whitney R-2800-37 Double Wasp. Docelowo planowano zastosowanie mocniejszej jednostki napędowej, silnika Pratt & Whitney R-4360 Wasp Major (co jednak nigdy nie nastąpiło). Prototypy miały nie posiadać opancerzenie, jego montaż planowano dopiero w egzemplarzach seryjnych. Masa opancerzenia miała wynosić około 300 kg. Na początku 1942 roku doprecyzowano wymagania jakie powinien spełniać samolot. Podjęto decyzje, że pierwszy prototyp (42-13568) będzie posiadał silne uzbrojenie strzeleckie w postaci czterech działek kalibru 37 mm oraz czterech karabinów maszynowych kalibru 12,7 mm (wszystkie zamontowane w płacie) oraz kadłubową komorę bombową przystosowaną do przenoszenia 1300 kg bomb. Drugi prototyp planowano uzbroić jedynie w cztery karabiny kalibru 12,7 mm (po dwa na skrzydło po obu stronach kadłuba). Przewidywano również zamontowanie dodatkowych węzłów podskrzydłowych na bomby (po jednym na skrzydło) z czego jednak zrezygnowano. W maju 1942 roku wojsko zaakceptowało drewnianą makietę samolotu, którego projekt skierowano do dalszej realizacji. Rozpoczęcie testów w locie planowano rozpocząć najpóźniej w październiku 1942 roku a w kwietniu 1943 roku rozpoczęcie produkcji seryjnej. Problemy organizacyjne Brewstera zaważyły na całym projekcie. Kłopoty finansowe i zła organizacja pracy sprawiły, że gotowy pierwszy prototyp wzniósł się po raz pierwszy w powietrze dopiero 22 maja 1943 roku. Samolot okazał się całkowicie niedopracowaną konstrukcją. Bardzo słaba widoczność z kabiny. Podczas lotów w nocy ogień z rur wydechowych silnika oślepiał pilota. Maszyna z pełnym obciążeniem bombami osiągała całkowicie niezadowalającą siły powietrzne prędkość 450 km/h. Co gorsza, samolot z ładunkiem bomb robił się niestateczny a otwarcie w locie nurkowym klap, pełniących rolę hamulców aerodynamicznych powodowało znaczące zmniejszenie skuteczności sterów i lotek. Groziło to utratą kontroli nad samolotem i w efekcie jego rozbicie. W celu zmniejszenia masy samolotu na drugim prototypie działka kalibru 37 mm zastąpiono działkami kalibru 20 mm. Na niewiele to się zdało, samolot nadal był zbyt wolny. Oceniający konstrukcje przedstawiciele armii stwierdzili, że samolot praktycznie we wszystkich badanych parametrach wypada poniżej oczekiwań. XA-32 nie został skierowany do dalszych poprawek i modyfikacji. Sytuacja panująca w wytwórni nie dawała nadziei na poprawę wad konstrukcyjnych i szybki postęp prac. Cały program budowy został anulowany a dwa istniejące egzemplarze pocięte na złom.

## Konstrukcja
XA-32 był całkowicie metalowym, wolnonośnym średniopłatem z chowanym trójpodporowym podwoziem z tylnym podparcie. Dość szeroko rozstawione podwozie główne z kołami chowanymi do komór w skrzydłach. Stałe kółko ogonowe. 18-cylindrowy, chłodzony powietrzem silnik gwiazdowy Pratt & Whitney R-2800-37 Double Wasp napędzający czterołopatowe śmigło. Usterzenie klasyczne ze statecznikiem poziomym umieszczonym w połowie wysokości statecznika pionowego.